# Marius Jørgensen
Marius Jørgensen (20. juli 1893-1988) var en dansk lærer, kommunalpolitiker og atlet medlem af Nyborg Gymnastik- og Idrætsforening frem til og med 1918 derefter i Thisted Idrætsklub.
Marius Jørgensen vandt flere fynske og 17 jyske mesterskaber. Det første Danmarksmesterskab vandt han i 1915, og blive mester i tikamp og femkamp seks gange.
Han deltog ved Svenska Spelen i Stockholm i 1916 med deltagelse fra de nordiske lande, der ikke direkte var berørt af første verdenskrig, han var da med på det danske hold, der vandt sølv på 4 x 400 meter. Han specialiserede sig derefter i
kaste-disciplinerne og mangekamp. Han deltog i samtlige landskampe på nær to i årene 1913-1938. Han var fanebærer for det danske hold ved OL i Amsterdam 1928, det skete i egenskab af bestyrelsesmedlem i Dansk Idræts-Forbund. Han deltog aldrig i OL som aktiv. I 32 år sad han i hovedbestyrelsen for Dansk Idræts-Forbund.
Marius Jørgensen var fra Nyborg, hvor han startede med atletik i 1910. Han kom til Thisted i 1918 som lærer ved Thisted kommunale Realskole. Men det er ikke kun på idrætsarenaen, han satte sig spor. Han har også haft stor betydning som lærer og socialdemokratisk kommunalpolitiker gennem en menneskealder (fra 1929 til 1966). I 12 år var han Thisteds viceborgmester.

## Danske mesterskaber
- Guld 1921 Femkamp 3446,665p DR
- Guld 1920 Tikamp 6515p
- Guld 1919 Femkamp 3155,915p DR
- Guld 1919 Tikamp 6740,92p DR - 11.plads på verdensranglisten
- Guld 1918 Femkamp 3211,000p DR
- Sølv 1916 Længdespring 6,52
- Bronze 1916 Højdespring 1,65
- Sølv 1915 400 meter 54,2 +3m
- Guld 1915 Tikamp 6334,885p DR

DR = Dansk rekord